# The Feederz
The Feederz est un groupe de punk rock américain originaire de l'Arizona, fondé en 1977. Ils sont connus pour leur chanson controversée Jesus (alias Jesus Entering from the Rear), qui figurait sur la compilation Let Them Eat Jellybeans ! d'Alternative Tentacles, et pour leurs couvertures d'albums provocatrices. Les Feederz ont de fortes tendances situationnistes, proches du communisme et l'anarchisme. Leurs chansons étaient très critiques à l'égard du gouvernement, du consumérisme et de la religion.

## Histoire

### Fondation et premiers enregistrements
Frank Discussion et Clear Bob (Dan Clark) ont formé les Feederz en 1977. Art Nouveau (John Vivier) les rejoint plus tard en tant que batteur. Avant de se produire en public, les Feederz publient un communiqué de presse que les médias locaux prennent pour un communiqué terroriste. En 1980, le groupe sort son premier enregistrement, l'EP Jesus, composé de quatre chansons.
En 1982, Discussion écrit "Bored with School", une diatribe contre l'école et le travail, présentée comme une annonce du ministère de l'éducation de l'Arizona.
Clark a ensuite enregistré avec Eddy Detroit et Victory Acres/Joke Flower.
L'EP Jesus a été réédité en 1983 par Placebo Records.

### Reformation
En 1984, Discussion a reformé Feederz avec Mark Roderick (crédité sous le nom de "Mark Edible") et DH Peligro (sous le nom de "Darrin Henley"), avec qui il a enregistré Ever Feel Like Killing Your Boss? . 
En 1986, Teachers in Space est sorti, avec Jayed Scotti remplaçant Peligro à la batterie. Scotti, partenaire de Winston Smith, a créé des pochettes d'album pour des groupes tels que les Dead Kennedys, MDC et Crucifucks . La couverture de Teachers in Space présentait une photo de la catastrophe du Challenger.

### Nouvelle dissolution mais renommée nouvelle
Plus tard dans la décennie, Discussion dissout à nouveau les Feederz.

### Deuxième reformation
Feederz s'est reformé en 2002 et a sorti Vandalism: Beautiful as a Rock in a Cop's Face, conçu par Jack Endino. Cette formation comprenait Ben Wah à la batterie et Denmark Vesey à la basse, tous deux originaires de Seattle. Ils ont tourné tout au long de l'année 2003. Discussion et Wah ont tous deux déménagé à Los Angeles en 2003-2004 et ont continué le groupe, jouant avec le bassiste Brant Boling, jusqu'en 2007, date à laquelle ils ont joué leur dernier concert au Mondo-Video-A-Go-Go.

### Troisième reformation
En 2017, Feederz s'est à nouveau reformé. Discussion est rejoint par les premiers membres Clark et Peligro. Le trio enregistre quatre chansons avec le producteur Cris Kirkwood de Meat Puppets. Deux ont été publiées par Slope Records le 15 avril sous le titre WWHD : What Should Hitler Do ? EP,.

## Discographie
Ils ont publié plusieurs enregistrements,, dont :

### Albums studios
- Ever Feel Like Killing Your Boss? (1983, Flaming Banker)
- Teachers in Space (1986, Flaming Banker)
- Vandalism: Beautiful As a Rock in a Cop's Face (2002, Broken Rekids)

### EP
- Jesus (1980, Anxiety Records)
- WWHD: What Would Hitler Do? (2017, Slope Records)

### Apparitions sur des compilations
"Jesus Entering from the Rear" on Let Them Eat Jellybeans! (1981, Alternative Tentacles)